# Colotis agoye
Colotis agoye es una mariposade la familia Pieridae. Es originaria de la ecozona afrotropical.
La envergadura de alas es de 30-44 mm en los machos y de 32 a 45 mm en las hembras. Los adultos vuelan durante todo el año en zonas cálidas, con un pico de marzo a junio.
Las orugas se alimentan de especies de Boscia y Cadaba.

## Subespecies
Son reconocidas las siguientes especies:
- C. a. agoye (Mozambique, southern Zimbabue, northern and eastern Botsuana, northern Namibia Sudáfrica)
- C. a. bowkeri (Trimen, 1883) (south-western Botsuana, southern Namibia, Sudáfrica)
- C. a. zephyrus (Marshall, 1897) (Ethiopia, Somalia)